# EF Eridani B
EF Eridani B est un objet substellaire atypique en orbite autour de la variable cataclysmique polaire EF Eridani, située à environ 300 années-lumière (90 pc) du Soleil dans la constellation de l'Éridan. Découvert en 2004, cet astre d'au plus 0,06 masse solaire (63 masses joviennes), en orbite à seulement 700 000 km de la naine blanche formant le cœur du système binaire, serait un résidu stellaire trop peu massif pour permettre la fusion de l'hydrogène ; cet astre serait la masse résiduelle d'une étoile initialement dix fois plus éloignée de la naine blanche et dont l'essentiel de la matière aurait été accrétée par cette dernière au fur et à mesure qu'elle s'en serait rapprochée.
S'agissant d'une étoile qui a « vécu » mais a cessé de briller du fait de sa déperdition de masse, il ne s'agit ni d'une planète géante gazeuse ni d'une étoile naine brune car sa taille et sa nature chimique ne correspondent à aucun de ces deux types d'astres.